# Marie-Thérèse Schins
Marie-Thérèse Schins (auch: Marie-Thérèse Schins-Machleidt, * 21. August 1943 in Venlo in den Niederlanden) ist eine deutsch/niederländische Journalistin, Malerin und Schriftstellerin.

## Leben
Marie-Thérèse Schins wurde 1943 in Venlo/Niederlande geboren. Dort machte sie eine Ausbildung zur Kinderbibliothekarin und leitete die Zentrale Kinderbibliothek Nijmegen. Sie arbeitete in Kinder- und Jugendbibliotheken in Hannover. Seit 1974 ist sie freie Autorin, Journalistin und Malerin in Hamburg mit Lehrauftrag für Kreatives Schreiben im Fach Ästhetik und Kommunikation an der Fachhochschule Hamburg. Sie übersetzt Jugendliteratur aus dem Niederländischen. Ein Schwerpunkt ihrer Arbeit ist der Umgang mit Trauer.
Marie-Thérèse Schins ist Mitbegründerin des Instituts für Trauerarbeit in der Evangelischen Akademie Hamburg. Seit einigen Jahren baut sie ein Netzwerk für benachteiligte Kinder in Indien auf.

## Werke
- "Jetzt reicht’s aber!" sagte mein Vater, Aarau [u. a.] 1985
- Großvater hat Schwarzbrot im Koffer, Aarau [u. a.] 1987
- Es geschah an einem Sonntag, Reinbek bei Hamburg 1988
- Hallo, Charlie! Tag, Miakind!, Reinbek bei Hamburg 1990
- Die Truhe, Stuttgart [u. a.] 1991 (zusammen mit Stefan W.)
- Lesen wollen – lesen können, Stuttgart [u. a.] 1992 (zusammen mit Peter Budweg)
- Vergitterte Jugend, Recklinghausen 1994 (zusammen mit Stefan Wagner und Peter Budweg)
- 2 x Papa oder: Zwischenfall auf dem Pausenhof, Reinbek bei Hamburg 1995
- In Afrika war ich nie allein, Wuppertal 1999
- Ein Elefant kommt selten allein, Wuppertal 2000
- Und wenn ich falle?, München 2001
- Luises wilder Landhaussommer, München 2002
- Und wo sind die Indianer?, Wuppertal 2002
- Die allerverrückteste Stadt und ich, Wuppertal 2003
- Auf Traumpfaden unterwegs, Wuppertal 2004
- Zuckerguss für Isabel, Wuppertal 2005 (zusammen mit Birte Müller)
- Ich übe für den Himmel, Düsseldorf 2007
- Gloria und ihr roter Löwe, Osnabrück 2008
- Eine Kiste für Opa, Berlin 2008 (zusammen mit Birte Müller)
- Hühnerkrallen und Glücksstäbchen, Düsseldorf 2009
- Du bist noch da!, Mannheim 2010 (zusammen mit Joachim M. Huber)
- Marit, John und ein Traumschiff, München 2010
- Akhil Kakerlake und Neena Stinkefisch, Stuttgart 2012
- Robert und Frau Meyer, München 2012
- Ich will aber ins Bett. Jetzt!, München 2013
- Shibus größter Wunsch, Stuttgart 2014
- Ich will keinen Krieg!, 2015
- Werden Elefanten so steinalt wie du, Frau Meyer?, 2016
- back to India - with love. ein road-movie, 2016
- Ich bleibe in Ghana! Amas Reise, 2018
- Alte Menschen sind von ganz früher, 2018
- Schau mal über den Tellerrand: Afrika!, 2018
- Wie geht es dir, so weit von hier?, 2019
- Greetjes gesammelte Geheimnisse, 2020

## Herausgeberschaft
- Strandgut, Reinbek bei Hamburg 1985 (herausgegeben unter dem Namen Marie-Thérèse Schins-Machleidt)
- "Warum gerade mein Bruder?", Reinbek bei Hamburg 1992 (herausgegeben zusammen mit Margit Bassler)
- Mädchen sind stärker, München 2000

## Übersetzungen
- Hans de Beer: Familie Maulwurf, Gossau, Zürich [u. a.]
  - Bitte recht freundlich!, 1994
  - Alles im Griff!, 1995
  - Verflixt und zugenagelt!, 1995
  - Dicke Luft!, 2000
  - Herzlichen Glückwunsch, 2001
- Karen Beggs: Elvis Presley, Stuttgart [u. a.] 1994 (übersetzt zusammen mit Peter Budweg)
- Marjan Berk: Der Feminist, Reinbek bei Hamburg 1987 (übersetzt unter dem Namen Marie-Thérèse Schins-Machleidt, zusammen mit Martje-Anje Postma)
- Marjan Berk: Der Tag, an dem die Mayonnaise mißlang, Reinbek bei Hamburg 1988 (übersetzt unter dem Namen Marie-Thérèse Schins-Machleidt, zusammen mit Johanna Schliephake)
- Marjan Berk: Die Überlebenskünstlerin, Reinbek bei Hamburg 1988 (übersetzt unter dem Namen Marie-Thérèse Schins-Machleidt, zusammen mit Helmut Mennicken)
- Paul Biegel: Die Kuchenjagd, Würzburg 1985 (übersetzt unter dem Namen Marie-Thérèse Schins-Machleidt)
  - Neuauflage mit dem Titel Virgilius Tulle auf Tortenjagd, übersetzt von Marie-Thérèse Schins. Verlag Urachhaus, Stuttgart 2015.
- Marion Bloem: Es muß aber geheim bleiben, Reinbek bei Hamburg 1985 (übersetzt unter dem Namen Marie-Thérèse Schins-Machleidt)
- Boudewijn Büch: Das Tollhaus, Reinbek bei Hamburg 1989  (übersetzt unter dem Namen Marie-Thérèse Schins-Machleidt, zusammen mit Helmut Mennicken)
- Imme Dros: Ich will die!, Köln [u. a.] 1992
- Thea Dubelaar: Sand in deiner Limonade, Stuttgart 1987 (übersetzt unter dem Namen Marie-Thérèse Schins-Machleidt, zusammen mit Helmut Mennicken)
- Hans Henkes: Wie fühlst du dich heute?, Aarau [u. a.] 1982 (übersetzt unter dem Namen Marie-Thérèse Schins-Machleidt)
- Elisabeth van Hoesel: Liebesmüh mit alten Eltern, Stuttgart 1987 (übersetzt zusammen mit Martje Postma)
- Rindert Kromhout: Das Geheimnis der abgebissenen Finger, Frankfurt am Main 1995
- Rindert Kromhout: Solche Freunde können mir gestohlen bleiben, Frankfurt am Main 1995
- Joke van Leeuwen: Ein Haus mit sieben Zimmern, Aarau [u. a.] 1983 (übersetzt unter dem Namen Marie-Thérèse Schins-Machleidt)
- Joke van Leeuwen: Ist es nicht laut, dann ist es ..., Stuttgart 1990 (übersetzt unter dem Namen Marie-Thérèse Schins-Machleidt, zusammen mit Helmut Mennicken)
- Joke van Leeuwen: Magnus fährt U-Bahn, Aarau [u. a.] 1985 (übersetzt unter dem Namen Marie-Thérèse Schins-Machleidt)
- Arthur Miller: Das Deckchen, Wiesbaden 1987 (übersetzt unter dem Namen Marie-Thérèse Schins-Machleidt)
- Kate Preston: Madonna, Stuttgart [u. a.] 1992 (übersetzt zusammen mit Peter Budweg)
- Ri-Ra-Reimebuch, Stuttgart 1984 (übersetzt unter dem Namen Marie-Thérèse Schins-Machleidt, zusammen mit Lena Hahn)
- Ger Storms: Spiele mit Musik, Frankfurt am Main [u. a.] 1984 (übersetzt unter dem Namen Marie-Thérèse Schins-Machleidt,  zusammen mit Johanna Schliephake)
- E. J. Taylor: Biskuit, Knöpfchen und Gürkchen, Aarau [u. a.] (übersetzt unter dem Namen Marie-Thérèse Schins-Machleidt)
  - Das Efeu-Häuschen, 1984
  - Gänseeier, 1984
  - Die Brombeerhexe, 1985
  - Die Puppenzeitung, 1986
- Dolf Verroen: Jaap und Annie, Stuttgart 1988 (übersetzt  unter dem Namen Marie-Thérèse Schins-Machleidt, zusammen mit Helmut Mennicken)
- Dolf Verroen: King und die tolle Jule, Würzburg 1992 (übersetzt unter dem Namen Marie-ThérèseSchins-Machleidt, zusammen mit Helmut Mennicken)
- Dolf Verroen: Die liebste Katze der Welt, Stuttgart 1991 (übersetzt unter dem Namen Marie-Thérèse Schins-Machleidt, zusammen mit Helmut Mennicken)
- Dolf Verroen: So geht es dir, wenn Krieg ist, Frankfurt am Main 1995
- Dolf Verroen: Vor großen Pferden hab' ich Angst, Fellbach 1992 (übersetzt unter dem Namen Marie-Thérèse Schins-Machleidt, zusammen mit Helmut Mennicken)
- Willem Andries Wilmink: Und was nun?, Stuttgart [u. a.] 1992
- Jan F. de Zanger: Die Glasmurmel, Bonn 1990 (übersetzt unter dem Namen Marie-Thérèse Schins-Machleidt, zusammen mit Helmut Mennicken)
- Jan F. de Zanger: Ich geh nach Wladiwostok oder Ich bin nicht so wie du, Reinbek bei Hamburg 1986 (übersetzt unter dem Namen Marie-Thérèse Schins-Machleidt)